# Heraclides (fill d'Agàtocles)
Heraclides (llatí: Heracleides, en grec antic: Ἡρακλείδης) fou fill del tirà siracusà Agàtocles.
Va acompanyar al seu pare a la memorable expedició a Àfrica, i sembla que el seu pare li tenia una consideració especial. Quan la situació a l'Àfrica es va complicar per Agàtocles, ja que el seu exèrcit havia estat delmat pels cartaginesos que els havien sorprès, Heràclides, segons Diodor de Sicília, hauria estat escollit pel seu pare per fugir amb ell abandonant Àfrica i deixant al càrrec al seu altre fill, Arcàgat.
Justí diu, per contra, que Agàtocles va preferir prendre amb ell al seu fill Arcàgat per treure'l de la perillosa situació, deixant Heràclides a mercè dels soldats supervivents que estaven revoltats perquè no volien quedar-se de nou a Líbia sense el seu comandant.
Al final els dos germans es van quedar a l'Àfrica, i en veure que Agàtocles fugia, van ser condemnats a mort per l'exèrcit i executats per un capità siracusà que era amic del seu pare, Arcesilau, l'any 307 aC. Després de l'assassinat dels seus fills, Agàtocles va condemnar a mort tots els familiars dels soldats siracusans destacats a Àfrica. Les ciutats de Siracusa varen romandre desbordades per la més greu de les massacres d'Agatocles.